# Nebojša Krstić
Pour les articles homonymes, voir Krstić.
Nebojša Krstić, en serbe cyrillique Небојша Крстић (né le 9 juillet 1957 à Belgrade), est un médecin et un homme politique serbe. Il est le conseiller en communication du président de la république de Serbie Boris Tadić.
Nebojša Krstić a suivi des études au Premier lycée de Belgrade, puis il a effectué ses études supérieures à la Faculté de médecine de l'université de Belgrade. Après ses études, il a exercé en tant que médecin dans plusieurs institutions de l'ex-Yougoslavie. Il s'est ensuite lancé dans le marketing et est devenu directeur de l'agence Nova Young & Rubicam.
Nebojša Krstić a également été membre du groupe pop VIS Idoli.
Depuis 1990, il est membre du Parti démocratique. Pendant la campagne présidentielle de 2008, il a été le conseiller en communication du président sortant Boris Tadić.
Nebojša Krstić est marié ; il a un fils prénommé Dimitrije.